# ال نینو (فیلم)
ال نینیو (به اسپانیایی: El Niño) فیلمی در ژانر مهیج به کارگردانی دانیل مونسون است که در سال ۲۰۱۴ منتشر شد. از بازیگران آن می‌توان به ایان مک‌شین، لوئیس تسار، سرژی لوپس و خسوس کاروسا اشاره کرد.